# Aminatou Seyni
Aminatou Moumouni Adamou Seyni (* 24. August 1996 in Niamey) ist eine nigrische Leichtathletin, die sich auf den Sprint spezialisiert hat.

## Sportliche Laufbahn
Aminatou Seyni bestritt ihren ersten Wettkampf, einen 3000-Meter-Lauf, am 23. November 2014. Danach nahm sie an weiteren lokalen Wettbewerben teil. Ins Ausland führte sie erstmals 2017 ein 400-Meter-Lauf in Bamako.
Erste Erfahrungen bei internationalen Meisterschaften sammelte Seyni 2019 bei den Afrikaspielen in Rabat, bei denen sie im 100-Meter-Lauf mit 11,93 s im Halbfinale ausschied, während sie über 200 Meter in 23,05 s Rang vier belegte. In diesem Jahr startete Seyni auch bei mehreren Rennen der Diamond League über 400 Meter. Bei der Athletissima in Lausanne stellte sie mit 49,19 s hinter der Bahrainerin Salwa Eid Naser einen neuen Landesrekord auf und wurde damit eine der 20 schnellsten Läuferinnen über diese Strecke. Die Leistung wird jedoch nicht mehr vom Weltverband anerkannt. Bei den Weltmeisterschaften in Doha wurde ihr vom Weltverband ein Start über 400 Meter untersagt, da die zum 1. November 2018 in Kraft getretene und vom Internationalen Sportgerichtshof bestätigte Regelung zur Startberechtigung von Athletinnen mit DSD (differences in sex development) diesen in bestimmten Disziplinen keinen Start im Frauenklassement erlaubt, wenn der Testosteronwert 5 nmol/L übersteigt. Seyni durfte nur über 200 Meter an den Start gehen und schied dort mit 22,77 s im Halbfinale aus, nachdem sie im Vorlauf mit 22,58 s einen neuen Landesrekord aufgestellt hatte. Seyni verweigert eine Einnahme von Medikamenten, die ihren Testosteronspiegel senken und eine Starterlaubnis auch über Distanzen von 400 Meter bis eine Meile ermöglichen würden. Bei den wegen der COVID-19-Pandemie verschobenen Olympischen Spielen in Tokio startete sie im August 2021 über 200 Meter und erreichte dort das Halbfinale, in dem sie mit 22,54 s ihren Landesrekord weiter verbesserte, als Fünfte ihres Laufes jedoch den Einzug ins Finale verpasste.
2022 siegte sie in 22,43 s beim Kip Keino Classic und anschließend mit neuem Landesrekord von 22,21 s beim Ostrava Golden Spike. Im Juni startete sie im 100-Meter-Lauf bei den Afrikameisterschaften und stellte dort mit 11,07 s im Vorlauf einen neuen Landesrekord auf und gewann dann im Finale in 11,09 s die Silbermedaille hinter der Gambierin Gina Bass. Wenige Tage später entschied sie dann das Finale über 200 Meter in 23,04 s für sich und gewann damit die erste Goldmedaille einer Athletin aus dem Niger in der Leichtathletik. Im Juli schied sie bei den Weltmeisterschaften in Eugene mit 11,21 s im Halbfinale über 100 Meter aus und über 200 Meter gelangte sie bis ins Finale und klassierte sich dort mit 22,12 s auf dem vierten Platz.

## Persönliche Bestzeiten
- 100 Meter: 11,07 s (+1,9 m/s), 8. Juni 2022 in Port Louis (nigrischer Rekord)
- 200 Meter: 21,98 s (+1,1 m/s), 18. Juli 2022 in Eugene (nigrischer Rekord)
- 400 Meter: 50,69 s, 23. August 2018 in Rovereto

## Privates
Aminatou Seyni besuchte drei Jahre lang die Grundschule in N’Gonga und schloss ihre Grundschulausbildung in Kouara Koukou ab. Ihre Mittelschulausbildung konnte sie nicht beenden.